# 山中勝重
山中 勝重（やまなか かつしげ）は、室町時代後期から戦国時代にかけての武将。尼子氏の家臣。尼子十勇士の筆頭・山中幸盛の祖父。諱は満盛とも。

## 略歴
山中氏は尼子清定の次男・山中幸久を祖とする庶流とされ、応仁2年（1468年）に山中幸満の子として生まれる。
文明16年（1484年）、主君であった尼子経久が出雲国守護・京極政経によって追放されると勝重も浪人となったが、翌文明17年（1485年）には経久が居城としていた月山富田城を奪回する計画に勝重も参加し、文明18年（1486年）に経久は月山富田城を奪回した。この時の戦功により、勝重は尼子氏中老となる。
長享2年（1488年）、経久は出雲雲南地方に勢力を持つ三沢氏当主・三沢為幸へと仕官するよう勝重に命じた。その後2年間に渡り勝重は忠実に仕え「尼子経久を討伐する」と為幸を騙し、三沢軍が誇る精鋭500騎を連れ富田城攻略へと向かった。いざ月山富田城に着くや、そこで勝重は自らだけ入城した。500騎の三沢軍は状況が分からぬまま、経久率いる尼子軍に討ち取られた。これにより三沢氏等の出雲国人衆は尼子氏の勢力下に入ったのである。
天文7年（1538年）3月10日、死去。享年71。

## 人物
- 勝重は謎が多く、三沢討伐後の詳細が不明である。尼子経久が浪人時代に勝重の居所を訪ね「月山富田城を奪回したい」と自らの心境を語った際、勝重は涙ながら頷いたという。こういった経緯から忠義心に厚い人物だったと考えられる。ただ、月山富田城奪回の話は同時代の史料等では余り確実な情報が無いため、この一連の事件を疑問視する見方もある。